# Cristina (telenowela)
Cristina (hiszp. El privilegio de amar) – meksykańska telenowela wyprodukowana przez Televisę wyemitowana w latach 1998-1999. Adaptacja wenezuelskiej telenoweli Cristal autorstwa Delii Fiallo, która została zaadaptowana przez Lilianę Abud. W roli protagonistów Adela Noriega, René Strickler, Helena Rojo i Andrés García z udziałem antagonistów Cynthii Klitbo, Enrique Rocha i Margi López.

## Wersja polska
W Polsce telenowela była emitowana w telewizji TVN w latach 1999-2000. Ostatni odcinek wyemitowano 31 stycznia 2000 roku o godzinie 19.35, a jego powtórkę 1 lutego o godzinie 12.00. W ramówce TVN telenowelę zastąpił serial Labirynt namiętności. Lektorem serialu był Janusz Kozioł.

## Obsada
- Adela Noriega - Cristina Miranda / Cristina Velarde Hernández
- Helena Rojo - Luciana Hernández de Duval
- Andrés García - Andrés Duval
- René Strickler - Víctor Manuel Duval Rivera
- Enrique Rocha - Nicolás Obregón
- Cynthia Klitbo - Tamara de la Colina
- César Évora - Padre Juan de la Cruz Velarde
- Marga López - Ana Joaquina Vda. de Velarde
- María Sorté - Vivian del Ángel
- Toño Mauri - Alonso del Ángel
- Sabine Moussier - Lorenza Torres
- Adriana Nieto - Lizbeth Duval Hernández
- Isadora González - Maclovia
- Pedro Weber "Chatanuga" - Pedro Trujillo
- Mario Casillas - Miguel Beltrán
- Maty Huitrón - Bárbara Rivera
- Rodrigo Vidal - Artemio Salazar
- Yadhira Carrillo - María José
- Claudio Báez - Cristóbal
- Nuria Bages - Miriam Arango
- Lourdes Munguía - Ofelia Beltrán
- Ramón Abascal - José María "Chema" Ramos López
- Katie Barberi - Paula
- Arlette Pacheco - Begoña
- Mauricio Herrera - Franco
- Beatriz Moreno - Doña Charo
- Tito Guízar - Agustín García
- Guillermo Aguilar - Alex Walter
- Ana María Aguirre - Sor Regina
- María Luisa Alcalá - Remedios López de Ramos
- Aurora Alonso - Imelda Salazar
- Marta Aura - Josefina "Chepa" Pérez
- Arturo Vázquez - Macario Jiménez
- Raúl Buenfil - "El Fresco" Wacha
- Gabriel Cervantes - Ramiro
- Verónika con K. - Caridad
- Jean Duverger - Exposimetro
- Consuelo Duval - Rosenda Sánchez
- Virginia Gutiérrez - Sor Bernardina
- Nelly Horsman - Cata
- Lorena Velázquez - Rebeca de la Colina
- Ramón Menéndez - Erasmo de la Colina
- Ricky Mergold - Tobías
- Julio Monterde - Padre Celorio
- Andrea Torre - Alejandra
- Luis Uribe - Raymundo Velarde
- Jacqueline Voltaire - Jacqueline
- Marisol del Olmo - Antonia "Toña" Fonseca
- Ricardo de Pascual - Sevilla
- Miguel Ángel Biaggio - Pancho
- Dalilah Polanco - Casilda
- Óscar Bonfiglio - Fernando Bernal
- Luis Xavier - Alberto Souza
- Carlos Amador Jr. - Fidencio
- Roberto Antúnez - Padre Marcelo
- Arturo Lorca - Don Isaías
- Héctor Ortega - Valentín Fonseca
- Isabel Salazar - Gisela
- Genoveva Pérez - Chole
- Rafael Mercadante - Mauricio Trujillo
- Claudia Silva - Lourdes Galindo
- Gaston Tuset - Alfonso
- Estela Barona - Gladiola
- Sandra Itzel - Dulce
- Abril Campillo - La Güera
- Francisco Avendaño - Jaime Ávila
- Diana Bracho - Ana Joaquina Velarde (Joven)
- Edith Márquez - Luciana Hernández (Joven)
- Andrés Gutiérrez - Juan de la Cruz Velarde (Joven)
- Alfredo Palacios - Alfredo
- Eduardo López Rojas
- Silvia Pinal - ona sama
- Eduardo Liñan - Dr. Valladares
- José María Napoleón - Silverio Jiménez

## Nagrody i nominacje

### Premios TVyNovelas1999
| Kategoria                         | Osoba           | Wynik     |
| --------------------------------- | --------------- | --------- |
| Najlepsza telenowela              | Carla Estrada   | Wygrana   |
| Najlepsza protagonistka           | Helena Rojo     | Wygrana   |
| Najlepszy protagonista            | Andrés García   | Wygrana   |
| Najlepsza antagonistka            | Cynthia Klitbo  | Wygrana   |
| Najlepszy antagonista             | Enrique Rocha   | Wygrana   |
| Najlepsza aktorka pierwszoplanowa | Marga López     | Wygrana   |
| Najlepszy aktor drugoplanowy      | César Évora     | Wygrana   |
| Najlepsza mloda aktorka           | Adela Noriega   | Wygrana   |
| Najlepszy młody aktor             | René Strickler  | Nominacja |
| Najlepsze kobiece objawienie      | Sabine Moussier | Wygrana   |

### Califa de Oro 1999[5]
| Kategoria           | Osoby            | Wynik   |
| ------------------- | ---------------- | ------- |
| Najlepsza produkcja | Carla Estrada    | Wygrana |
| Najlepsze wykonanie | Adela Noriega    | Wygrana |
| Najlepsze wykonanie | Andrés García    | Wygrana |
| Najlepsze wykonanie | René Strickler   | Wygrana |
| Najlepsze wykonanie | Helena Rojo      | Wygrana |
| Najlepsze wykonanie | Toño Mauri       | Wygrana |
| Najlepsze wykonanie | Maty Huitrón     | Wygrana |
| Najlepsze wykonanie | Ramón Abascal    | Wygrana |
| Najlepsze wykonanie | Sabine Moussier  | Wygrana |
| Najlepsze wykonanie | Enrique Rocha    | Wygrana |
| Najlepsze wykonanie | Mauricio Herrera | Wygrana |
| Najlepsza adaptacja | Liliana Abud     | Wygrana |

## Literatura
- Delia Fiallo, Cristina, tłumaczenie Marianna Paszkiewicz i Aleksandra Jankowska, Wydawnictwo Amber, 2000[6][7].